# Neu-Westend
Neu-Westend – osiedle mieszkaniowe w Berlinie, w Niemczech, w dzielnicy Westend, w okręgu administracyjnym Charlottenburg-Wilmersdorf.